# Thèreval
Thèreval é uma comuna francesa na região administrativa da Normandia, no departamento da Mancha. Estende-se por uma área de 28.39 km². Em 2010 a comuna tinha 1 837 habitantes (densidade: 64,7 hab./km²).
Foi criada em 1 de janeiro de 2016, a partir da fusão das antigas comunas de Hébécrevon e La Chapelle-en-Juger.